# A Hatful of Rain
A Hatful of Rain (en España, Un sombrero lleno de lluvia) es una película estadounidense de 1957 del género de drama dirigida por Fred Zinnemann, con Don Murray, Eva Marie Saint, Anthony Franciosa, Lloyd Nolan, Henry Silva y Gerald S. O'Loughlin en los roles principales. Basada en la obra de teatro homónima de Michael V. Gazzo, fue candidata al premio Óscar de 1958 en la categoría de mejor actor (Anthony Franciosa).

## Argumento
Un exsoldado que se ha hecho adicto a la morfina al ser tratado con ella en la guerra de Corea logra llevar una doble vida gracias a la ayuda económica de su hermano. Ni su esposa ni su padre saben la verdad de su condición, aunque esta comienza a volverse insostenible.
Sombrío y duro retrato de un adicto a la morfina y la repercusión de su drogadicción en su entorno familiar. Se prefería mostrar -más que el placer de una dosis- el dolor de la abstinencia.

## Reparto
- Don Murray ... Johnny Pope
- Eva Marie Saint ... Celia Pope
- Anthony Franciosa ... Polo Pope
- Lloyd Nolan ... John Pope, Sr.
- Henry Silva ... Madre
- Gerald S. O'Loughlin ... Cuch
- William Hickey ... Apples
- Paul Kruger ... Bartender
- Ralph Montgomery ... Espectador
- Michael Vale ... Taxista
- Art Fleming ... Policía

## Comentario
La obra se representó en Broadway 389 veces, entre 1955 y 1956, con Shelley Winters y Ben Gazzara en los papeles principales. En 1957 el autor Michael V. Gazzo escribió el guion de la película.
Fue la primera aproximación de un gran estudio de Hollywood (Fox), al tema de la drogadicción y aunque es probable que la obra original sufriera alguna modificación en la adaptación cinematográfica, el resultado fue de todas formas impactante.
- Datos: Q1523586